# Tangenziale Est di Lecce
La strada comunale 243 Tangenziale Est di Lecce è una strada comunale italiana, che collega la strada statale 613, proveniente da Brindisi, con strada statale 16 Adriatica per Maglie, e la strada provinciale 364, per San Cataldo.
È parte del sistema stradale noto come tangenziale di Lecce, dell'estensione complessiva di 24 km.

## Tracciato
| Tangenziale Est di Lecce |                                                                |                                                                           |      |                          |
| Tipo                     | Uscita                                                         | Indicazione                                                               | km   | Note                     |
|                          |                                                                | Tangenziale Ovest di Lecce Gallipoli Galatina Costa Jonica Ospedale Fazzi | 0,0  |                          |
|                          | A                                                              | Lecce Centro Lecce Viale Università Tribunale                             | 0,0  |                          |
| B                        | Brindisi-Lecce Brindisi Bari                                   |                                                                           | 0,0  |                          |
|                          | -                                                              | Zona PIP                                                                  | 0,8  | Solo in direzione SS 613 |
|                          | A                                                              | Lecce Borgo San Nicola                                                    | 1,5  |                          |
| B                        | Giorgilorio Chiesa di Santa Maria d'Aurio                      |                                                                           | 1,5  |                          |
|                          |                                                                | Lecce Via Adriatica Torre Chianca Motorizzazione Civile                   | 2,3  |                          |
|                          | -                                                              | Area di servizio                                                          | 3,3  |                          |
|                          | A                                                              | Lecce Via Giammatteo                                                      | 4,2  |                          |
| B                        | Frigole                                                        |                                                                           | 4,2  |                          |
|                          |                                                                | Lecce Via vecchia Frigole                                                 | 5,2  |                          |
|                          |                                                                | Lecce Via Fogazzaro San Ligorio                                           | 6,4  |                          |
|                          | -                                                              | Area di servizio                                                          | 6,9  |                          |
|                          | A                                                              | Lecce Viale della Libertà Stadio Via del Mare                             | 7,8  |                          |
| B                        | SP 364 San Cataldo                                             |                                                                           | 7,8  |                          |
|                          | A                                                              | Lecce Via della Cavalleria Mercato ortofrutticolo                         | 10,0 |                          |
| B                        | litoranea San Cataldo Marine leccesi                           |                                                                           | 10,0 |                          |
|                          | A                                                              | Lecce San Lazzaro                                                         | 10,8 |                          |
| B                        | Merine Vernole Melendugno                                      |                                                                           | 10,8 |                          |
|                          |                                                                | Lecce Via Camassa Lizzanello                                              | 12,3 |                          |
|                          | -                                                              | Area di servizio                                                          | 12,9 |                          |
|                          | A                                                              | Lecce Centro Castromediano Cavallino                                      | 13,9 |                          |
| B                        | Maglie Otranto SP 363 Santa Cesarea Terme Santa Maria di Leuca |                                                                           | 13,9 |                          |
|                          |                                                                | Tangenziale Ovest di Lecce Gallipoli Galatina Costa Jonica Ospedale Fazzi | 13,9 |                          |